# ماریا لویزا بومبل
ماریا لویزا بومبل (انگلیسی: María Luisa Bombal; ۸ ژوئن ۱۹۱۰ – ۶ مهٔ ۱۹۸۰) نویسنده اهل شیلی بود.